# Rode steenbrasem
De rode steenbrasem (Petrus rupestris) is een straalvinnige vis uit de familie van zeebrasems (Sparidae) en behoort derhalve tot de orde van baarsachtigen (Perciformes). De vis kan een lengte bereiken van 200 cm. 

## Leefomgeving
Petrus rupestris komt in zeewater en brak water voor. De vis prefereert een subtropisch klimaat en leeft hoofdzakelijk in de Atlantische Oceaan. De diepteverspreiding is 0 tot 10 m onder het wateroppervlak. 

## Relatie tot de mens
Petrus rupestris is voor de visserij van beperkt commercieel belang. In de hengelsport wordt er weinig op de vis gejaagd. 
Voor de mens is Petrus rupestris giftig om te eten.